# Laos en los Juegos Olímpicos de Atenas 2004
Laos estuvo representado en los Juegos Olímpicos de Atenas 2004 por cinco deportistas, tres hombres y dos mujeres, que compitieron en tres deportes.
El portador de la bandera en la ceremonia de apertura fue el atleta Chamleunesouk Ao Oudomphonh. El equipo olímpico laosiano no obtuvo ninguna medalla en estos Juegos.